# Craterul Strangways

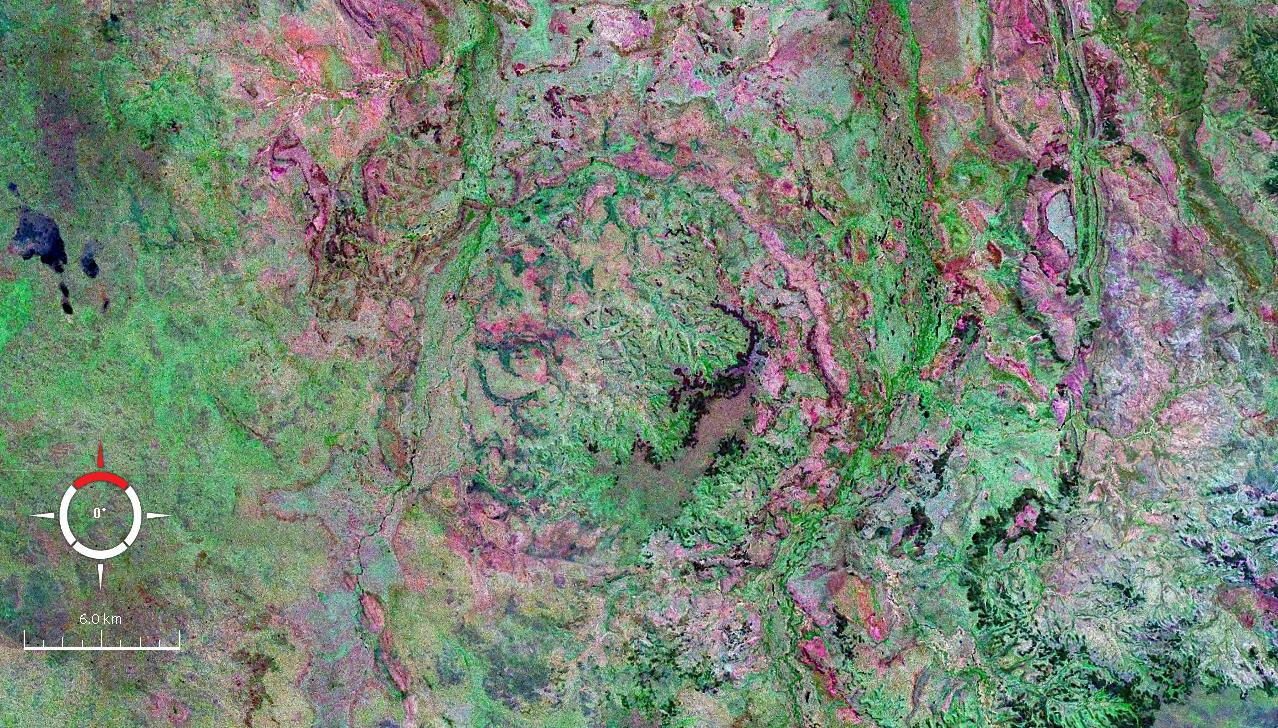
Imagine Landsat a Craterului Strangways; captură de ecran de la NASA World Wind

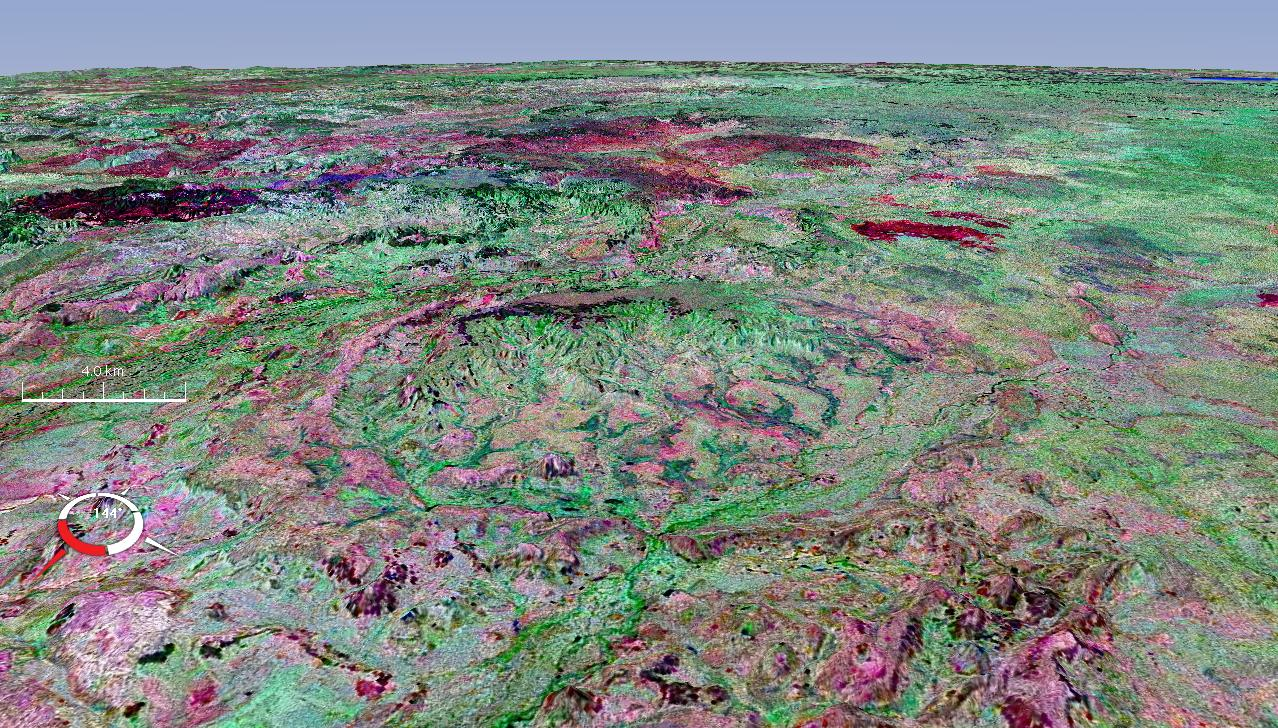
Imagine oblică Landsat a Craterului Strangways;; aptură de ecran de la NASA World Wind

Strangways este o structură de impact mare, ramășița erodată a unui crater de impact anterior, situat în Teritoriul de Nord, Australia. A fost numit după râul din apropiere Strangways. Locația sa este la distanță și accesul este dificil. 

## Date generale
Caracteristica circulară topografică care marchează situl a făcut ca inițial craterul să fie considerat de origine vulcanică, adevărata sa origine a fost stabilită pentru prima dată în 1971, după descoperirea unor dovezi de diagnosticare a impactului, inclusiv conuri distruse și cuarț șocat. Caracteristica circulară topografică are aproximativ 16 km în diametru și se află în roci sedimentare din bazinul McArthur (rocile sunt din Mezoproterozoic). Cu toate acestea, acesta este doar o relicvă a craterului original, care a fost supus unei eroziuni considerabile. Estimările diametrului jantei originale variază între diferiți cercetători în intervalul 24–40 km; Earth Impact Database preferă un diametru de 25 km. Vârsta impactului a fost determinată la 646 ± 42 Ma (milioane ani) (Neoproterozoic), vârsta a fost bazată pe datarea radiometrică a rocilor topite din timpul impactului.